# Maryna Fričová
Maryna Fričová, rodným jménem Marie Tlustá, (23. listopadu 1894 Královské Vinohrady – 27. srpna 1974 Sydney, Austrálie) byla česká spisovatelka.

## Životopis
Zdroje uvádějí chybný rok narození 1896. Maryna se narodila ve druhém manželství úředníka pojišťovny Václava Tlustého (1860) s Marií Tlustou-Šimkovou (1874), svatbu měli 9. 4. 1894. Měla dvě nevlastní sestry Viktorii (1987) a Helenu (1988) a bratra Václava (1900). Provdala se 17. 2. 1917 za literárního historika PhDr. Jana Friče (1868–1944), se kterým měla dceru Janu. Po rozvodu s J. Fričem si roku 1936 vzala Američana P. A. Faltina, zástupce americké firmy, se kterým žila postupně v Rakousku, Rumunsku, Švýcarsku, USA a Austrálii.
Maryna studovala na vyšší dívčí škole a r. 1915 maturovala na vyšší průmyslové škole chemické. Od počátku dvacátých let byla důvěrnicí a intimní přítelkyní spisovatele F. X. Svobody; s ním a s Fričem vedla v Praze na Klárově literární salon. V letech 1928–1935 redigovala literární složku mladoboleslavského časopisu pro ženy Lada. Byla autorkou románů, literatury pro mládež a monografie o F. X. Svobodovi. V Praze III bydlela na adrese Pod Bruskou 3.

## Dílo

### Próza
- Skleněný vrch: román herečky – Praha: Josef Richard Vilímek, 1926
- Hořké milování: příběhy lásky – Praha: J. R. Vilímek, 1927
- Carmenky. Národní listy. 9. 7. 1927 [cit. 2021-01-21]. S. 4
- Lojzka. Národní listy. 15.10.1927 [cit. 2021-01-21]. S. 5
- Blahoslavení boží: knížka o dětech – ilustroval Alois Moravec. Praha: Bedřich Kočí, 1928
- Země Kainova: román – Praha: J. R. Vilímek, 1929
- Básník domova: jubilejní portrét F. X. Svobody – Praha: J. R. Vilímek, 1930
- Tvář v mlze záhadné příběhy – Praha: Vladimír Orel, 1930
- Povídka o dvou stařenkách a jedné peřině. Eva časopis moderní ženy. [cit. 2021-01-21]. S. 20
- Staré panny – Praha: J. R. Vilímek, 1931
- Kalendář milenců – kresby Adolfa Kašpara. Praha: Osvěta, 1933
- Ivanka a osud: dívčí románek – ilustroval Jiří Wowk. Praha: Šolc a Šimáček, 1934
- Ženy na rampě: kapitoly z ženského života kolem r. 1930 – Praha: Šolc a Šimáček, 1934